# Passage des Andes
Guerre d'indépendance de la Colombie
Batailles
m
Première république (1810-1815)
- Bajo Palacé
- Magdalena
- Admirable
- Guerre Civile
- Nariño dans le Sud
- Río Palo
- Tolú

Reconquête espagnole (1815-1819)
- Carthagène des Indes
- Cachirí
- Cuchilla del Tambo
- La Plata
- Régime de terreur

Campagne libératrice (1819)
- Paya
- Passage des Andes
- Corrales
- Gámeza
- Pantano de Vargas
- Boyacá

Grande Colombie (1819-1824)
- Campagne fluviale et navale
- Campagne de Pasto

Le passage des Andes est un mouvement militaire de valeur stratégique pour la Campagne libératrice de la Nouvelle-Grenade (actuelle Colombie), dans laquelle l'armée indépendantiste sous le commandement de Simón Bolívar traverse la cordillère Orientale des Andes colombiennes pour libérer la Nouvelle-Grenade de la domination espagnole. Cette manœuvre est considéré comme l'une de ses plus importantes actions militaires et un exploit pour les moyens techniques de l'époque.

## Contexte
L'armée de Bolívar est entrée en Nouvelle-Grenade le 4 juin 1819, franchissant le río Arauca. Arrivée à Tame, elle rejoint les troupes de Francisco de Paula Santander et se prépare à franchir les Andes pour attaquer les provinces centrales de Nouvelle-Grenade, avec pour objectifs principaux Tunja puis Bogota.
L'entrée des hauts plateaux de la cordillère Orientale est gardée par des troupes de la Troisième Division, qui compte rien que dans la ville de Tunja 2 400 fantassins et 400 cavaliers commandés par le colonel d'artillerie José María Barreiro. À Tame, Bolívar avait trois options pour marcher sur la ville de Tunja. La première par la saline de Cheeta, est le chemin le plus court et confortable pour les troupes grâce à l'existence de villages où passer la nuit, mais aussi le plus surveillé par les troupes royalistes postées dans la région et conscientes de la menace que constitue Santander à partir de la plaine orientale. La seconde voie passe par Labranzagrande pour prendre Sogamoso, où se trouve le quartier général royaliste. La troisième voie, par le páramo de Pisba est une route inhospitalière mais pas surveillée par les Espagnols, ce qui donnerait un effet de surprise sur les troupes royalistes. C'est cette troisième voie que Bolívar choisit de suivre.

## Déroulement
Après quatre jours de repos à Tame, les troupes se déplacent dans des conditions hivernales sévères jusqu'à Pore, capitale de la province de Casanare, où elles arrivent le 22 juin 1819. Elles se trouvent alors  au pied de la cordillère Orientale des Andes colombiennes. Depuis la ville de Pore, l'armée de libération poursuit sa marche dans la cordillère orientale, arrivant au fort de Paya, où, le 27 juin, l'avant-garde mené par Santander met en fuite les 300 soldats de la garnison royaliste qui se réfugient à Labranzagrande. Cet épisode est connu sous le nom de bataille de Paya. 
Le 2 juillet, l'armée reprend la marche et franchit la cordillère des Andes à travers le Páramo de Pisba le 5 juillet, l'avant-garde arrivant le même jour à Socha où Bolívar la rejoint le lendemain avec l'armée principale. Durant cette traversée, plusieurs soldats meurent ou désertent et beaucoup tombent malades. En outre, la cavalerie a été très diminuée, ce qui réduit la capacité de transport de troupes, de fournitures, d'armes et de munitions. Dans la ville de Socha, l'armée libératrice s'accorde quatre jours de repos pour se remettre du difficile voyage, reconstituer les réserves et réorganiser les armes et les munitions.